# Canthidium gracilipes
Canthidium gracilipes är en skalbaggsart som beskrevs av Edgar von Harold 1867. Canthidium gracilipes ingår i släktet Canthidium och familjen bladhorningar. Inga underarter finns listade.